# 二苄基甲酮
二苄基甲酮或1,3-二苯基丙酮是一种由两个苄基基团连接于一个羰基中心而组成的化合物。这使得该羰基中心碳原子具有亲电性，而两个相邻的碳原子具有微弱的亲核性。也因此，二苄基甲酮常用于与二苯基乙二酮发生羟醛缩合反应，得到四苯基环戊二烯酮。

## 制备
苯基丙酮自身发生缩合反应可形成二苄基甲酮。
苯乙酸与乙酸酐发生反应，无水醋酸钾做碱回流两个小时，而后慢慢蒸馏得到大部分的乙酸。自45分钟以后蒸馏开始释放二氧化碳，75分钟后蒸馏不断释放二氧化碳，得到的液体为二苄基甲酮与少许杂质的混合物。